# Neue Hornkaserne
Die Neue Hornkaserne war eine Kaserne in Trier, die in den Jahren 1937/38 erbaut wurde. Das Areal liegt im Stadtteil Trier-Nord in der Dasbachstraße, nördlich der Parkanlage Nells-Ländchen und nordöstlich der ehemaligen Jägerkaserne Jäger zu Pferde Nr. 7. Die verbliebenen Gebäude beherbergen unter anderem seit 2003 die Landesanstalt für Ausreisepflichtige (Lufa) Trier.

## Geschichte

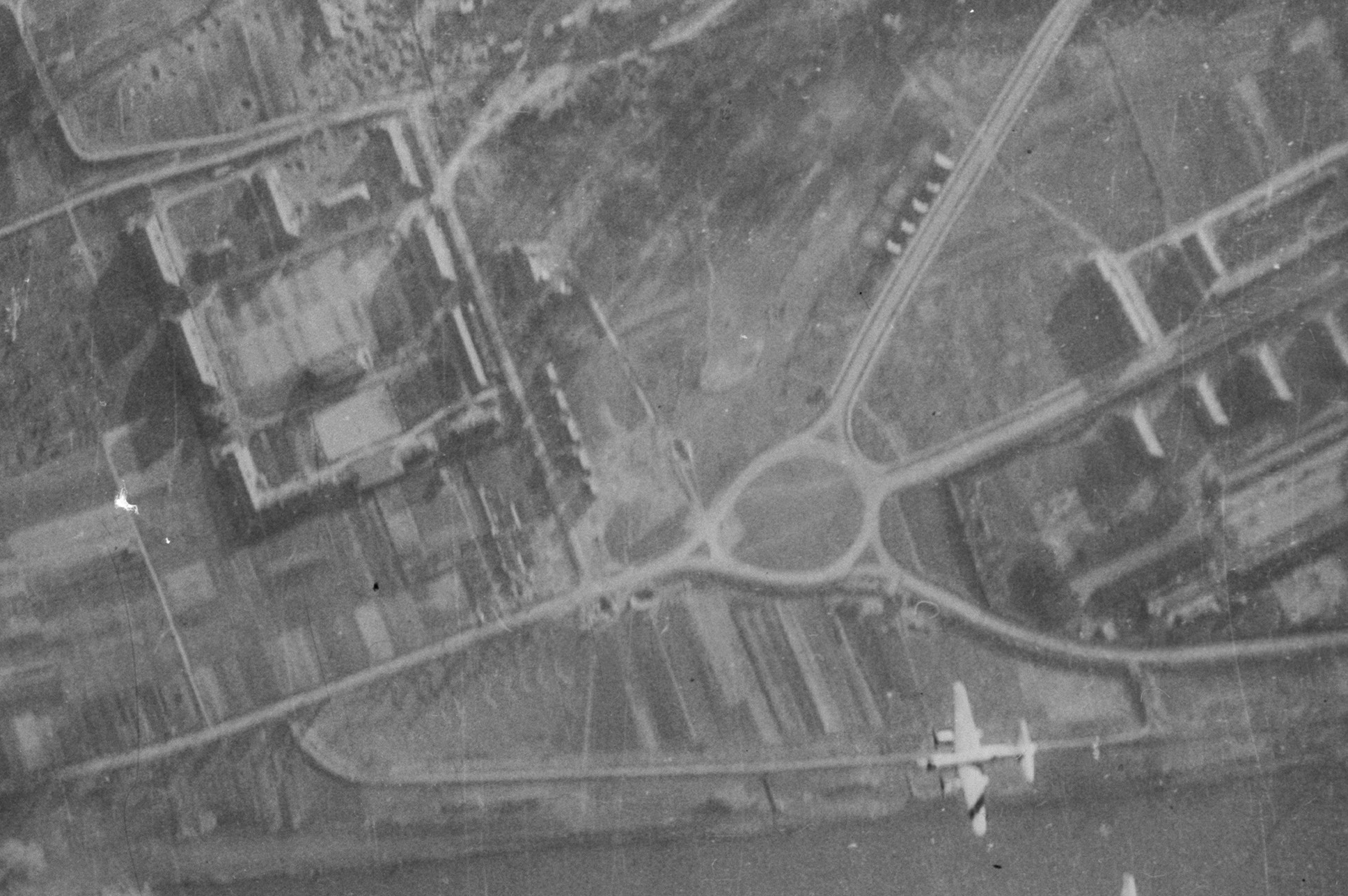
Luftaufnahme der Neuen Hornkaserne (linke Fotohälfte) nahe dem Verteilerkreis (1944)

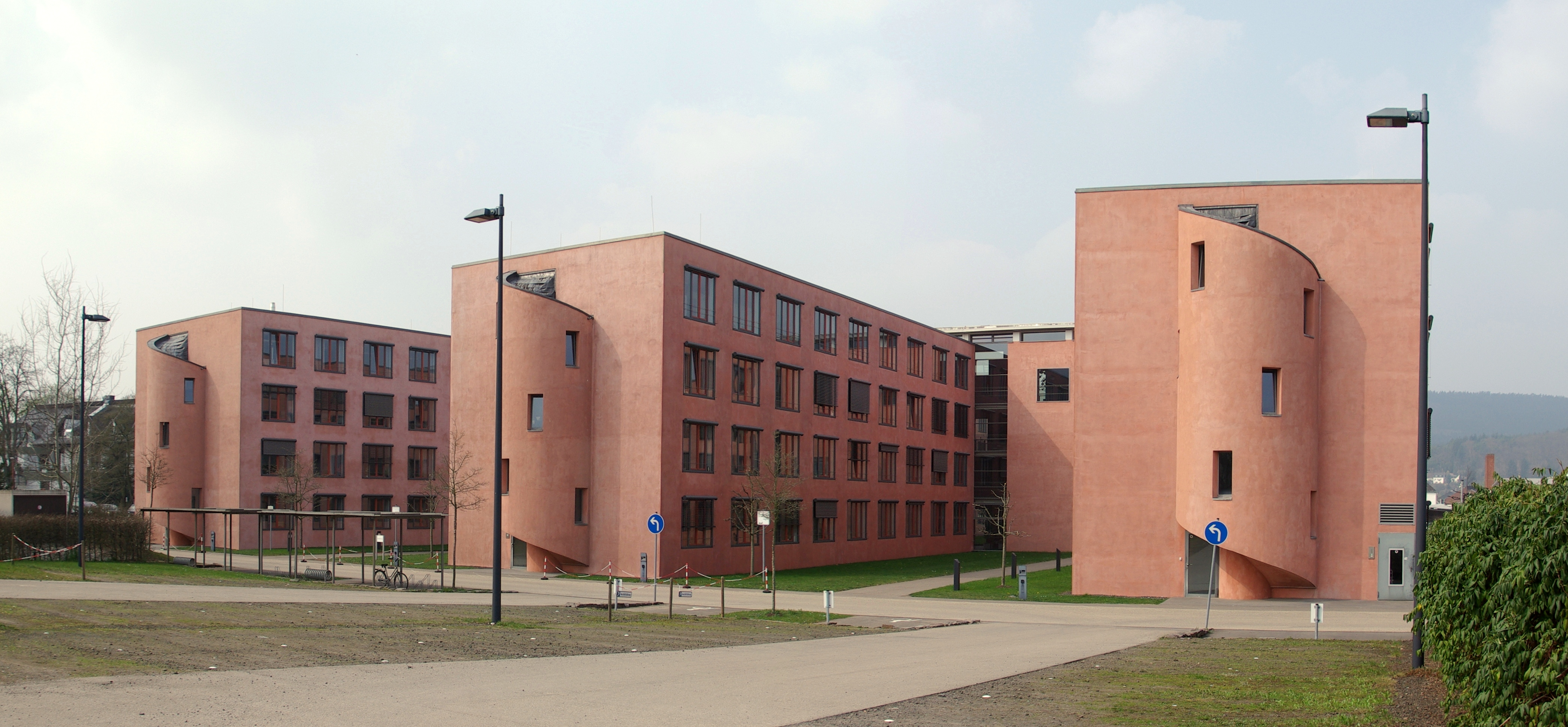
Neubau der Agentur für Arbeit auf dem Gelände der Neuen Hornkaserne

Die erste Hornkaserne war ebenfalls eine Kaserne in Trier, die in den Jahren 1889 bis 1892 erbaut wurde. Benannt wurde sie nach dem preußischen General Heinrich Wilhelm von Horn. Diese lag im Stadtteil Trier-West/Pallien. Aus Platzgründen entschloss man sich für einen Neubau auf der anderen Seite der Mosel.
Zum 1. Juli 1938 rückte das II. Bataillon des Infanterie-Regiments 105 zum Erstbezug in die neue Kaserne ein. Das I. Bataillon lag in direkter Nachbarschaft in der „Neuen Göben-Kaserne“ und das III. Bataillon in Wittlich. Im Spätsommer des Jahres 1942 nahm das Grenadierersatzbataillon 124 die Grundausbildung der Rekruten des vierten Quartals des Jahrgangs 1924 auf.
Nach Ende des Zweiten Weltkrieges begann die Nutzung durch die Französischen Streitkräfte. Zunächst ein Instandsetzungsregiment, dem folgte ein Fernmelderegiment und sie erhielt den Namen „Caserne Casablanca“.
Nach Aufgabe der 5,5 ha großen Kaserne durch die Französische Armee 1985, erfolgte ein Umbau der hinteren Gebäude zur Aufnahme von Aussiedlern und Asylsuchende. Die Aufnahmeeinrichtung für Asylbegehrende Trier (AfA) besteht seit Mai 1992. Sie ist für die Unterbringung von 700 Asylbegehrenden ausgelegt. Hierzu stehen der AfA 3 Unterkunftsgebäude zur Verfügung. Sie ist zuständig für die Aufnahme Asylbegehrender aus der ganzen Welt. Des Weiteren befindet sich dort das Jobcenter Trier-Saarburg, der Arbeitsagentur Trier, und ist für die umliegenden Ortschaften zuständig. In weiteren ehemaligen Kasernengebäuden sind der Landesbetrieb Mobilität, das Bundesamt für Migration und die Bundeskasse Trier untergebracht.

## Stationierte französische Einheiten
| Langtext                                                         | Abkürzung      | am Standort                     |
| ---------------------------------------------------------------- | -------------- | ------------------------------- |
| 148° Bataillon de Transmissions                                  | 148° BT        | 1. Januar 1948 bis 1. März 1960 |
| 451° Compagnie de Commis et Ouvriers Militaires d’Administration | COMA 451       | 1. April 1951 31. Dezember 1957 |
| 51° Bataillon de Transmissions                                   | 51° BT         | 1. März 1960 26. November 1969  |
| 51° Régiment de Commandement et de Transmissions                 | 51° RCT        | 26. November 1969 1. Juli 1978  |
| 7° Section Mobile de Réparation du 1° GRDB                       | 1° GRDB/7° SMR | 1. Juli 1978                    |
| Détachement du Matériel des Transmissions 51                     | DMT 51         | 1. Januar 1969                  |